# ジナイーダ・ギッピウス

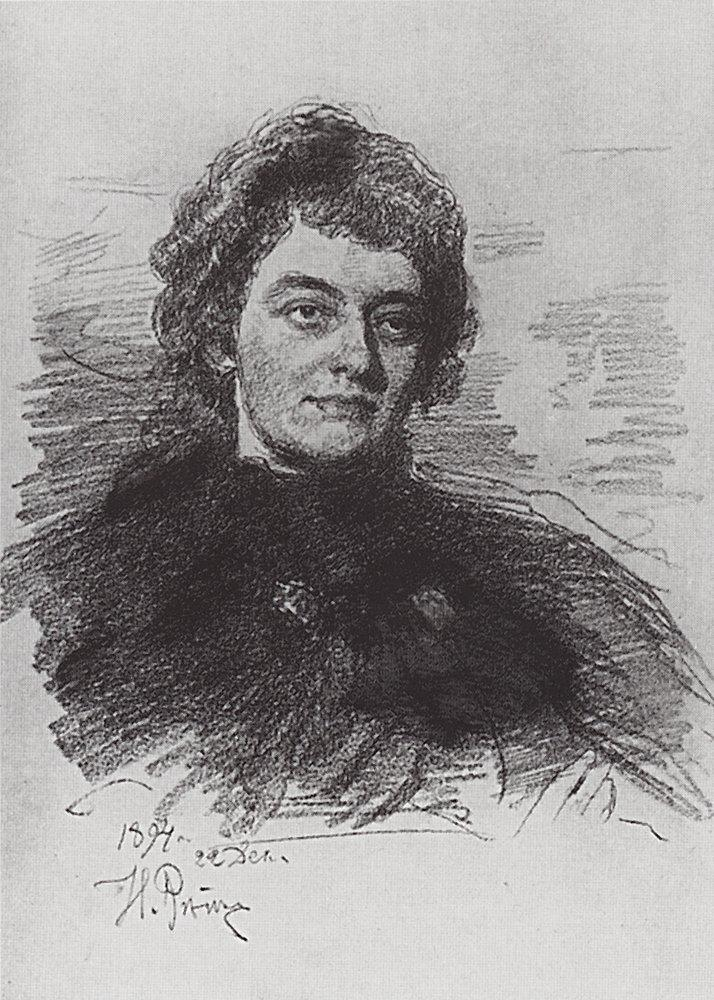
ジナイーダ・ギッピウス

ジナイーダ・ギッピウス（Зинаи́да Никола́евна Ги́ппиус 1869年11月20日 - 1945年9月9日）は、ロシアの詩人、宗教思想家、批評家。　　　

## 経歴
ギッピウスはロシア帝国トゥーラのベリョーフで生まれた。16世紀に遡るドイツ系の家系であった。父親は弁護士である。一家はトゥーラ、キエフ、サラトフ、ヤルタ、トビリシその他多数の都市を転々としたことからギッピウスは様々な都市の学校に通った。とくにキエフ、モスクワ、サラトフは思い出深い土地だった。キエフでは女子校に通う。その頃から詩作をはじめた。ニーチェ、ナドソン、ドストエフスキーに傾倒。
詩人として活動していた18歳のギッピウスは1888年にコーカサスのボルジョミでディミトリー・メレシュコフスキーと出会いのちに交際に発展、翌年に結婚した。二人は出会って以降50年以上も行動をともにする。クルミヤを経てペテルブルクに移った。ペテルブルクの文学サークルに加入して数多くの詩人と意気投合した。
いつしか夫妻はデガダン派サロンを主宰し始め、そこではあまた高名な象徴派文化人たちが集った。このころ、夫ともに新しい宗教運動に参画した。さらに1901年に宗教哲学協会を起こした。ギッピウスは信仰と知性の融合をとき、それはひいては衆人における肉体及び精神の解放につながるとされた

。
ギッピウスは1889年から1903年まで10年以上に渡って書きためた詩をまとめた処女詩集作を1904年に発表して賞賛された。ギッピウスはニーチェの思想に影響を受けていることはよく知られている。諦観をしのばせた生の意思、光に満ちあふれた計り知れない事物へのその強い憧れ、果てしない銀河に燃えるようなあまねく情熱的な希望を叫んだ詩を残した。さらに第2弾の詩集も1910年に発表された。
散文は初め短編を中心に刊行したが1911年に最初の長編を発表。また1916年には傑作といわれる戯曲「緑の輪』を発表した。それからアントン・クライニーの筆名でエッセイを発表している。
1905年のロシア第一革命に衝撃を受け、フランスに赴くも現地では宗教的教えに無関心だったことから失望して帰国した。1917年の革命後、ポーランドに亡命したあとフランスに移った。1941年に夫が没した4年後の1945年9月にパリで没。

## 作風
ギッピウスの作品は散文よりも芸術的で洞察に満ちた詩のほうが高評された。初期ロシア象徴主義の嚆矢のひとり、形而上、ナルシズムな人形の魂がもつどす黒い内面を顕し、独断的雄叫び、そこから紡ぎだされる神の雄叫びが絶望的な地平にこだました。

## 著作
- Собрание стихотворений  1889—1903.　　1904年刊行
- 上記同名  1903—1909.  1910年刊行